# 徐晓 (作家)
徐晓（1954年—），出生于上海，中國作家、散文家，财新传媒《新世纪》首席文化编辑。长于北京，從1979年起发表散文和短篇小说。自1982年，从事记者、编辑等工作，为《今天》诗刊的重要编辑，著有《半生为人》等。

## 半生为人
《半生为人》是其第一本書，圍繞1970年代末期中國重要民間刊物《今天》的人物肖像，如周郿英、趙一凡、李南、劉羽、北島、芒克、史鐵生等。該書描述徐晓的同代人如何在迷信、封閉、盲從、而殘酷的時代找尋獨立、智慧、尊嚴、及思想的人的回憶記錄。
徐曉的《半生為人》和高爾泰的《尋找家園》、北島的《失敗之書》等書被唐小兵認為是「更值得珍視的私人性回憶錄」。

## 1975年入狱
赵一凡、徐晓因參與文化大革命時代的地下文学的「通信沙龙」活動而入狱。1975年，徐晓被中國政府指控参加〝第四国际反革命集团〞而入狱。當時文化大革命時的中國政府指控該團體的罪名是「搜集、流傳反動小說、詩詞；搞反動串聯惡毒攻擊中央首長、攻擊『批林批孔』」，這個團體實為鬆散的讀書通信團體，由下鄉知青徐晓和一群年輕工人及戰士於山西和上海等地組成的通信小組，「由於環境壓抑，雙方只能寫信。徐曉和他們通信，都是十幾頁紙」，其成員中有兩人被判死刑，其他成員入獄。
1976年12月30日徐晓獲釋，此次入狱共23個月約兩年，徐晓自述認為，她和四五运动沒有關係，「參與"四五"的人我覺得等於幫我了，否則不知道還要在裏邊呆多久。」

## 2014年被捕
2014年11月26日，徐晓因涉嫌“危害国家安全”被北京警方带走，外界推測徐晓被捕或与“立人”相关。
徐晓曾担任立人大学授课教师，以及讲座组织人，立人乡村图书馆為中国民间教育公益机构，投身乡村图书馆事业，成立于2007年，先后在全国12个省市建立了22个分馆。2014年9月18日，立人乡村图书馆董事会发出公开信，抗议和谴责有关当局逼迫立人图书馆，非法扣留图书，关停分馆，遣返甚至威胁员工志愿者，2012年，有关部门向图书馆房东施压，並於对面安装摄像头，甚至遇到黑社会上门威胁，立人大学是立人乡村图书馆于2011年7月1日至15日所举办的暑期学校，于2012、2013年仍继续举办。
徐晓被警方带走的消息传出后，中国文化界人士章诒和、崔卫平等纷纷表示不解。北京外国语大学国际新闻与传播系教授展江说：“事已至此，黯然神伤。”诗人叶匡政稱：“又回到了1975年，那时叫‘现行反革命’，现在叫‘危害国家安全’。”北京《iLOOK》杂志出版人洪晃表示：“我迫切想知道文化编辑怎么‘危害国家安全’来着。”。清华大学教授郭于华在其微博发出「寻人启事」並評論：「我早就说过，真正的改革开放，真正的社会和谐，其实很简单，作为执政者不是一定要做什么，而是不做什么：放松紧绷的神经，放开紧握的拳头，给社会以正常的空间，还人民以正当的权利，实在是良善之举，也是明智之举。须知，依法治国的根本是法律面前人人平等，尤其是要限制政府权力，而不是用法治民，更不能依想法治国」。。
部分中國官方媒体在徐晓被带走後介绍徐晓的文字，引起网民注意，如中国中央电视台的“网络新闻联播”微博於11月30日发帖引用徐晓的话说：“当生活把你抛进火坑，你不得不在里面时，根本谈不上什么坚强和勇敢。你有的不过是活下去的本能，别人所能承受的你也同样能承受。”。中共湖南省委官方新闻网站“红网”的微博推荐了徐晓的作品《半生为人》：“就像我在书的前言里写道，当我作为一个人，作为一个女人，作为一个母亲，所有角色都面临困境的时候，我要为自己活着寻找一个结实的理由。”
徐晓2014年12月23日被释放回家。